# Hans Bjørnstad
Hans Bjørnstad (ur. 18 marca 1928 w Lier, zm. 24 maja 2007) – norweski skoczek narciarski. Rywalizował w latach 1940–1950. Zdobył złoty medal na Mistrzostwach Świata w Narciarstwie Klasycznym w roku 1950 w Lake Placid.